# Albert Rusnák (labdarúgó, 1994)
Albert Rusnák (Vyškov, 1994. július 7. –) szlovák válogatott labdarúgó, a Seattle Sounders középpályása.

## Pályafutása

### Klub
Rusnák az Košice, valamint a Manchester City akadémiáin nevelkedett. 2013 és 2015 között kölcsönben szerepelt az Oldham Athletic, a Birmingham City és a holland Cambuur csapataiban. 2015-ben a Groningennel holland kupagyőztes lett. 2017-ben az egyesült államokbeli Real Salt Lake labdarúgója lett.
2022. január 13-án csatlakozott a Seattle Sounders csapatához.

### Válogatott
Többszörös szlovák utánpótlás-válogatott, az U21-es labdarúgó-válogatott tagjaként részt vett a 2017-es U21-es labdarúgó-Európa-bajnokságon. A felnőtt válogatottban 2016. november 15-én mutatkozott be egy Ausztria elleni barátságos mérkőzésen.

## Dijai, sikerei
- Groningen
  - Holland kupa: 2015